# Племя Рогатое сердце
Племя Рогатое сердце (пол. Szczep Rogate Serce) — наименование польской группы художников, основанной в 1929 году Станиславом Шукальским, эстетическим направлением которой был поиск вдохновения в культуре древних славян.
Девизом группы был лозунг «Любить и бороться». Группа прекратила своё существование в 1936 году, отметившись многочисленными выставками по всей Польше и публикациями в национальных художественной и общественной прессе. Члены группы принимали псевдонимы славянского языческого происхождения.
Группа издавала журнал «Krak», обложку которого украшал топожел. На страницах участники выступали с резкой критикой церкви и католической религии, коммунизма и с откровенными антисемитскими воззваниями.
Деятельность Племени Рогатого сердца значительно повлияла на творчество Юзефа Гославского.

## Члены Племени Рогатое сердце
- Шукальский, Станислав (Стах с Варты — псевдоним);
- Конарский, Мариан (Мажин из Кшешовиц);
- Страссберг, Норберт;
- Вацлав Боратинский (Працовит из Рыглиц);
- Брындза, Антоний (Земитруд из Кальварии);
- Фрончек, Францишек (Солнцеслав из Жолыни);
- Келбинский, Чеслав (Чешек из Замосьца);
- Глива, Станислав (Курханин из Слоцины);
- Жеховский, Стефан (Земин из Ксёнжа);
- Бишорский, Эдвард (Трудзин из Руды);
- Совицкий, Владислав (Владислав из Бежанова);
- Вылотек, Анджей (Анджей с Парчева);
- Стоберский, Мечислав (Мечислав из Мехова);
- Станько, Михал (Михал из Сосновца);
- Карвовский, Станислав (Станислав из Недзьведзя);
- Гавлак, Михал (Михал из Кракова);
- Хандезль, Эугениуш (из Закопане);
- Ковальский, Ежи (из Смандомира);
- Ковальский, Зигмунт (из Сосновца);
- Петшак, Роман (из Кракова);
- Становский, Станислав (из Самбора);
- Смешек, Фредерик (Щеповит из Кракова);
- Слюсарек, Антоний (Красовит из Ледницы).